# Percy Cowley
William Percy Cowley (1886–Londres, 13 janvier 1958), était un juge et un homme politique mannois qui fut premier deemster de l'île de Man de 1947 à 1958. Il participa à la reconstruction de l'île de Man après la Seconde Guerre mondiale. Des témoignages concordant laissent apparaître la personnalité d'un homme à la grande popularité,.

## Biographie
Après des études à la Ramsey Grammar School et avoir été admis au barreau en 1909, il devient avocat aux côtés de Frederick Malcolm Lamothe, devenu quelques années plus tard, second deesmter. En 1921, il s'installe à Douglas où il exerce sa profession. Il commence sa carrière politique en 1924 comme High-Bailiff de Ramsey et Peel. Il est en outre directeur général de la Manx National Health Insurance Society. De 1931 à 1957, il est grand-maître provincial franc-maçon.
Au cours de sa carrière de deemster, il milite pour la création de ce qui deviendra la Manx National Trust, qui dépend de la Manx National Heritage, et qui voit le jour en 1951.
En janvier 1958, lors d'une visite à Londres avec son épouse, il ressent des problèmes cardiaques et s'éteint quelques heures après.

### Source
- (en) Oxford Dictionnary of National Biography - Percy Cowley